# ولدت مسلما (كتاب)
ولدت مسلمًا: بعض الحقائق عن الإسلام في الهند هو كتاب غير خيالي للصحفية الهندية غزالة وهاب. يقدم الكتاب حالة المسلمين في الهند لمن يتساءل عنهم. يتحدث عن التمييز البنيوي الذي يواجهه المسلمون والتحيزات المستمرة في الهند.
حصل الكتاب على جائزة تاتا جائزة كتاب الأدب الحي للعام في عام 2021.